# Ágnes Osztolykán
Ágnes Osztolykán (Csenger, Hongria, 3 de novembre de 1974) és una política hongaresa i activista gitana, que ha estat membre de l'Assemblea Nacional d'Hongria des del 2010 fins al 2014. Va rebre el Premi Internacional Dona Coratge de 2011 del Departament d'Estat dels Estats Units.

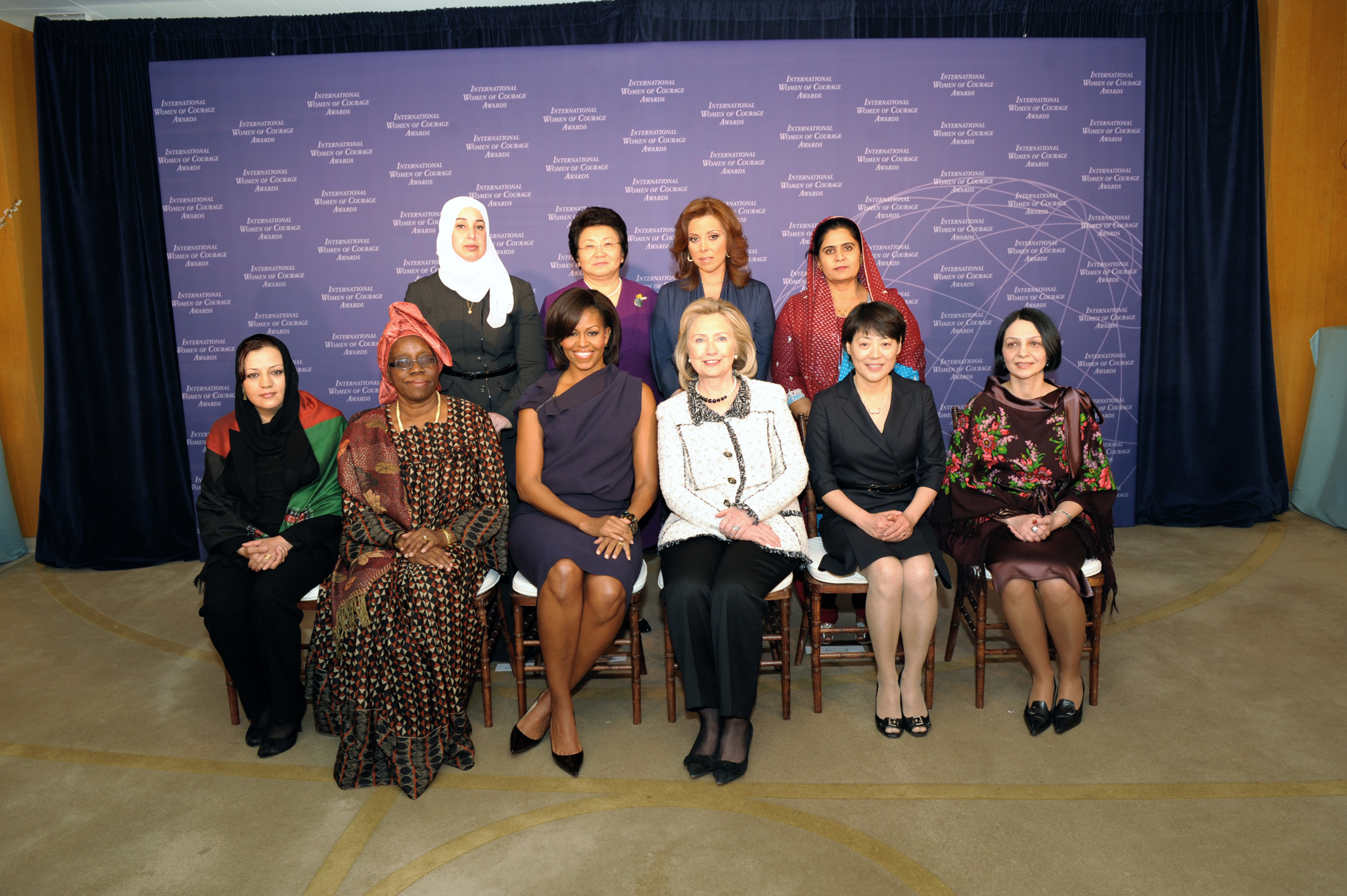
Ágnes Osztolykán (asseguda a la primera fila, l'última de la dreta) posant durant la cerimònia d'entrega del Premi Internacional Dona Coratge de 2011, el 8 de març de 2011. Fila de darrere, dempeus, d'esquerra a dreta: Eva Abu Halaweh de Jordània, Roza Otunbayeva del Kirguizstan, Marisela Morales Ibañez de Mèxic, Ghulam Sughra del Pakistan. Fila de davant, assegudes, d'esquerra a dreta: Maria Bashir de l'Afganistan, Henriette Ekwe Ebongo del Camerun, Michelle Obama, Hillary Clinton, Jianmei Guo de la RP Xina.

Osztolykán es va graduar de la Universitat de Miskolc el 1998 amb un grau en ciències polítiques. Després va treballar per la Fundació Soros, i va ser la responsable del Programa Dècada per a la integració gitana al Ministeri d'Assumptes Socials i Laborals durant sis anys.
Va ser elegida al Parlament el 2010 i va ser membre del grup parlamentari de Lehet Más a Politika (LMP), o Partit la política pot ser diferent. El 26 de novembre de 2012, va ser nomenada vicepresidenta del grup parlamentari de LMP.
Osztolykán és una activista per l'educació dels nens gitanos, els drets dels gitanos i les minories, i la integració social dels gitanos a Hongria. És una forta defensora de l'educació vocacional que dona als estudiants habilitats amb valor al mercat de treball. A més de la seva activitat com a parlamentària, treballa com a professora voluntària a una escola de formació professional de gitanos al més pobre Districte Vuit de Budapest.